# پوشپوک‌سیلادی
پوشپوک‌سیلادی (به مجاری:  Püspökszilágy) یک شهرداری در مجارستان است که در ناحیه واتس واقع شده‌است. پوشپوک‌سیلادی ۲۵٫۳۰ کیلومتر مربع مساحت و ۷۵۹ نفر جمعیت دارد.